# Le médecin malgré lui (Oper)
Le médecin malgré lui (deutsch: Der Arzt wider Willen) ist eine Opéra-comique in drei Akten von Charles Gounod (Musik) mit einem Libretto von Gounod, Jules Barbier und Michel Carré auf Basis von Molières Komödie Der Arzt wider Willen. Die Uraufführung fand am 15. Januar 1858 im Théâtre-Lyrique in Paris statt.

## Handlung

### Erster Akt
Ein Wald; bei Sganarelles Haus
Szene 1. Der Holzbündelmacher Sganarelle streitet heftig mit seiner Frau Martine darüber, wer von ihnen das Sagen in ihrer Ehe hat (Duett Sganarelle/Martine: „Non, je te dis que je n’en veux rien faire“). Sganarelle greift schließlich zu einem Besen, um sie damit zu verprügeln.
Szene 2. Monsieur Robert tritt zwischen die Streitenden, da er es unmöglich findet, eine Frau zu schlagen. Als Martine erklärt, dass ihr die Prügel gefallen, entschuldigt sich Robert und schlägt vor, Sganarelle dabei zu helfen. Der scheucht ihn mit Schlägen davon.
Szene 3. Martine versöhnt sich zögernd mit Sganarelle.
Szene 4. Nachdem ihr Mann gegangen ist, schwört Martine, sich an ihm zu rächen (Couplets Martine: „Toute femme tient sous sa patte“).
Szene 5. Valère und Lucas sind im Auftrag des alten Géronte auf der Suche nach einem guten Arzt für dessen Tochter Lucinde, die plötzlich die Fähigkeit zum Sprechen verloren hat. Martine sieht darin eine Gelegenheit für ihre Rache. Sie behauptet, Sganarelle sei ein hervorragender Arzt, der bereits Wunder bewirkt und Tote erweckt habe. Er sei allerdings höchst exzentrisch, kleide sich seltsam und verbringe seine Zeit beim Holzhacken im Wald. Er werde nur unter Schlägen zugeben, ein Arzt zu sein.
Szene 6. Als Valère und Lucas Sganarelle finden, betrinkt sich dieser gerade (Couplets Sganarelle: „Qu’ils sont doux“). Da er schwört, kein Arzt zu sein, greifen die beiden zu dem von Martine vorgeschlagenen Mittel und verprügeln ihn, bis er alles zugibt und ihnen folgt (Terzett Valère/Lucas/Sganarelle: „Monsieur, Monsieur n’est-ce pas vous“).
Szene 7. Holzbündelmacher und Holzbündelmacherinnen freuen sich über ihr einfaches Leben, in dem sie nur das tun, was sie können (Finale: „Nous faisons tous ce que nous savons faire“)

### Zweiter Akt
Ein Zimmer im Haus Gérontes
Szene 1. Léandre bringt seiner Geliebten Lucinde ein Ständchen, in dem er die Freuden der Liebe besingt (Serenade Léandre: „Est-on sage dans le bel âge“).
Szene 2. Valère und Lucas bereiten Géronte auf die Schrullen des von ihnen gefundenen Arztes vor.
Szene 3. Lucas’ Ehefrau, die bei Géronte in Diensten stehende Amme Jacqueline, glaubt, dass die beste Medizin gegen Lucindes Stummheit ein guter Ehemann sei. Sie habe diesen Léandre doch sehr gern und würde ihn sicher nehmen. Auf Gérontes Einwand, dass er sich einen besseren Ehemann für seine Tochter wünsche, entgegnet sie, dass Léandre einen wohlhabenden Erbonkel habe. Außerdem sei Glück in der Ehe wichtiger als Reichtum (Couplets Jacqueline: „D’un bout du monte à l’autre bout“).
Szene 4. Der mit einem Doktorkittel und einem spitzen Hut bekleidete Sganarelle wird hereingeführt. Nach der Begrüßung schlägt er Géronte mit einem Stock und behauptet, er sei jetzt ebenfalls Arzt. Auch er selbst habe nie eine andere Ausbildung als diese erhalten. Valère und Lucas weisen ihren verdutzten Herrn noch einmal auf die Seltsamkeit Sganarelles hin. Als Géronte ihm seine Aufgabe erklärt, findet Sganarelle zwar den Namen Lucinde sehr schön, zeigt aber mehr Interesse an Jacqueline.
Szene 5. In Gegenwart ihres Mannes Lucas flirtet Sganarelle ungeniert mit Jacqueline und stiehlt dieser unter dem Vorwand, Lucas für seine schöne und kluge Frau zu beglückwünschen, mehrere Küsse.
Szene 6. Als Géronte die stumme Lucinde hereinbringt, behauptet Sganarelle, er müsse für die Untersuchung etwas Milch ihrer Amme probieren. Jacqueline fordert ihren eifersüchtigen Mann vorsichtshalber auf, den Raum zu verlassen.
Szene 7. Sganarelle beginnt mit der Untersuchung und verkündet schließlich seine Diagnose: Lucinde ist stumm (Sextett: „Eh bien! charmante demoiselle“). Als ihn Géronte nach der Ursache ihres Leidens fragt, antwortet er mit lateinischem Kauderwelsch. Alle sind beeindruckt. Zur Heilung schlägt Sganarelle vor, Lucinde in Wein getränktes Brot zu verabreichen, da man auf diese Weise auch Papageien zum Sprechen bringe.
Szene 8. Sganarelle wendet sich wieder Jacqueline zu und behauptet, er müsse sie trotz ihrer offensichtlichen Gesundheit zur Ader lassen. Sie verlässt empört das Zimmer.
Szene 9. Géronte gibt Sganarelle als Lohn für seine Dienste einen Beutel Geld.
Szene 10. Léandre bittet Sganarelle um Unterstützung bei seiner Werbung um Lucinde. Er gibt ihm als Anreiz ebenfalls einen Beutel Geld und offenbart ihm, dass Lucinde ihre Stummheit nur vortäuscht, um die von ihrem Vater vorangetriebene Hochzeit mit einem anderen Mann zu verhindern.
Szene 11. Sganarelle überredet Géronte, Musiker und Tänzer zu holen, um die Kranken aufzuheitern.
Szene 12. Die als Ärzte gekleideten Musiker preisen ihre Kunst (Finale: „Sans nous tous les hommes deviendraient malsains“). Zwischendurch singt Léandre ein Lied, in dem er Liebesgefühle mit der Gefangenschaft zweier Nachtigallen vergleicht (Ariette Léandre: „Je portais dans une cage“).

### Dritter Akt
Bei Gérontes Haus
Szene 1. Sganarelle ist begeistert über seine Erfolge als Arzt. Er fühlt sich jetzt wie ein Gott – und das im Gegensatz zu anderen Professionen ganz ohne mühsame Ausbildung (Arie Sganarelle: „Vive la médecine“).
Szene 2. Sganarelle hat Léandre als Apotheker verkleidet. Auch der ist überrascht, dass fünf oder sechs medizinische Wörter ausreichen, um als klug zu gelten.
Szene 3. Als die Bauern der Umgebung Sganarelle um Heilmittel für die diversen Krankheiten ihrer Angehörigen bitten, verschreibt er ihnen Käse, der angeblich Korallen, Perlen und Gold enthält (Chor Bauern: „Serviteur, Monsieur le docteur“).
Szene 4. Sganarelle macht sich erneut an Jacqueline heran. Beide erkennen, dass sie unter den Launen ihrer jetzigen Ehepartner leiden (Duett Jacqueline/Sganarelle: „Ah! que j’en sais, belle nourrice“). Lucas belauscht sie eine Weile und greift ein, als Sganarelle seine Frau küssen will. Die beiden ziehen sich zurück.
Szene 5. Géronte fragt Lucas, ob er den Arzt und seine Tochter gesehen hat.
Szene 6. Géronte teilt Sganarelle mit, dass sich der Zustand Lucindes verschlechtert habe. Für den Arzt ist das ein Zeichen, dass das Heilmittel wirkt. Er stellt Géronte seinen Apotheker Léandre vor und behauptet, dass Lucinde diesen brauche.
Szene 7. Jacqueline und Lucinde kommen hinzu, und Sganarelle gibt Léandre noch einige Hinweise, auf welche Weise er Lucinde untersuchen soll. Zu Gérontes Erstaunen beginnt Lucinde sofort zu sprechen. Sie verkündet, dass sie nie einen anderen Mann heiraten werde als Léandre (Quintett: „Rien n’est capable, mon pére“). Sganarelle, Léandre und Jacqueline bitten Géronte, nachzugeben. Dem wäre es nun lieber, wenn Sganarelle Lucinde wieder stumm machen würde. Sganarelle erklärt jedoch, dass ihm dies nicht möglich sei. Er könne lediglich ihn, Géronte, taub machen, falls er das wünsche. Da Géronte nicht nachgibt, hilft Sganarelle dem Paar zur Flucht, indem er Géronte ablenkt.
Szene 8. Géronte ist noch immer fest entschlossen, die Beziehung seiner Tochter zu Léandre zu unterbinden.
Szene 9. Lucas informiert Géronte darüber, dass Lucinde mit Sganarelles Hilfe geflohen ist. Géronte läuft zur Polizei. Er will Sganarelle hängen sehen.
Szene 10. Nach längerer Suche findet auch Martine zum Haus Gérontes. Sie fragt Lucas, wie sich ihre Rache entwickelt hat. Der erzählt ihr, dass man Sganarelle wohl für seine Tat hängen werde. Das will Martine selbst sehen.
Szene 11. Géronte teilt den anderen mit, dass der Kommissar bald kommen werde.
Szene 12. Léandre und Lucinde kehren zurück. Léandre hat durch einen Brief erfahren, dass sein Onkel gestorben sei und ihm sein gesamtes Vermögen vermacht habe. Jetzt ist Géronte gerne einverstanden, ihm seine Tochter zu geben.

## Gestaltung

### Orchester
Die Orchesterbesetzung der Oper enthält die folgenden Instrumente:
- Holzbläser: zwei Flöten (2. auch Piccolo), zwei Oboen, zwei Klarinetten, zwei Fagotte
- Blechbläser: vier Hörner, zwei Trompeten
- Pauken, Schlagzeug: große Trommel, Becken, Triangel
- Streicher

### Musiknummern
Die Oper enthält die folgenden Musiknummern:
Erster Akt
- Ouvertüre
- Nr. 1. Duett (Sganarelle, Martine): „Non, je te dis que je n’en veux rien faire“ (Szene 1)
- Nr. 2. Couplets (Martine): „Toute femme tient sous sa patte“ (Szene 4)
- Nr. 3. Couplets (Sganarelle): „Qu’ils sont doux“ (Szene 6)
- Nr. 4. Terzett (Valère, Lucas, Sganarelle): „Monsieur, Monsieur n’est-ce pas vous“ (Szene 6)
- Nr. 5. Finale (Chor der Besenbinder): „Nous faisons tous ce que nous savons faire“ (Szene 7)

Zweiter Akt
- Nr. 6. Zwischenaktmusik und Serenade (Léandre): „Est-on sage dans le bel âge“ (Szene 1)
- Nr. 7. Couplets (Jacqueline): „D’un bout du monde à l’autre bout“ (Szene 3)
- Nr. 8. Sextett (Lucinde, Géronte, Sganarelle, Valère, Lucas, Jacqueline): „Eh! bien charmante demoiselle“ (Szene 7)
- Nr. 9. Finale (Chor der Ärzte): „Sans nous tous les hommes deviendraient malsains“ (Szene 12)
- Nr. 9a. Ariette (Léandre): „Je portais dans une cage“ (Szene 12)

Dritter Akt
- Zwischenaktmusik
- Nr. 10. Arie (Sganarelle): „Vive la médecine“ (Szene 1)
- Nr. 11. Szene und Chor (Bauern): „Serviteur, Monsieur le docteur“ (Szene 3)
- Nr. 11a. Szenenwechsel
- Nr. 12. Duett (Jacqueline, Sganarelle): „Ah! que j’en sais belle nourrice“ (Szene 4)
- Nr. 13. Couplets und Quintett (Géronte, Sganarelle, Léandre, Lucinde, Jaqueline): „Rien n’est capable mon père“ (Szene 7)
- Nr. 14. Finale: „Nous faisons tous ce que nous savons faire“ (Szene 12)

### Musik
Da die Schauspielvorlage aus zwei nacheinander erzählten und voneinander unabhängigen Handlungsabschnitten besteht (dem Ehestreit zwischen Sganarelle und Martine sowie Sganarelles Auftreten als Arzt im Haus Gérontes), ist eine Bearbeitung als Oper grundsätzlich problematisch. Der einzige im gesamten Stück präsente Charakter ist Sganarelle. Der Tenor Léandre tritt erst Ende des zweiten Akts in Erscheinung, und seine Geliebte Lucinde hat erst im dritten Akt ihren sängerischen Auftritt. Um dieses Problem abzumildern, wiesen die Autoren dem zu diesem Zeitpunkt noch nicht vorgestellten Léandre – abweichend von der Vorlage und nicht durch die Opernhandlung motiviert – zu Beginn des zweiten Akts die Serenade „Est-on sage dans le bel âge“ (Nr. 6) zu. So konnten sie ihn bereits in der ersten Hälfte des Werks unterbringen. Ebenfalls untypisch für eine Opéra-comique ist der fehlende mehrteilige Ensemblesatz am Ende des zweiten Akts. Das dafür am ehesten geeignete Sextett (Nr. 8) findet sich stattdessen in der Aktmitte, und der Akt endet mit einem für die dramatische Handlung unbedeutenden Divertissement (Nr. 9).:175f Die Handlung der Oper wird maßgeblich von den Dialogen und den Ensemblesätzen getragen, während die Solosätze und Chorstücke eher wie Einlagen wirken.
Die einzigen Stücke der Oper, die der Handlung gemäß gefühlvoll sein müssten, sind die beiden Soli Léandres. Diese entpersonalisieren seine Emotionen allerdings. Seine Serenade ist ein nach dem Musters Lullys gestaltetes Menuett auf einem moralisierenden Text. Bei der Ariette „Je portais dans une cage“ (Nr. 9a) handelt es sich um eine Parabel.:176 Anspielungen an die Musik des 18. Jahrhunderts finden sich auch im Chor der Ärzte (Nr. 9, „Sans nous tous les hommes deviendraient malsains“), der an Lully erinnert, und im großspurigen Auftritt Sganarelles im Sextett, dessen Musik an Mozarts Haffner-Sinfonie gemahnt. Gérontes ängstliche Rückfragen verweisen musikalisch auf die Präludien des Barocks.:176f
Gounods Musik trägt stark zur Komik des Werks bei. In der Szene, in der Lucinde ihre Sprache wiederfindet, singt sie eine Reihe von Couplets, die von einem Ensemble-Refrain unterbrochen werden. In der zweiten Stanze unterbricht sie ihren Gesangsfluss mit einer über einen Tonraum von einer Duodezime reichenden Erklärung, dass sie ins Kloster gehen wird, wenn sie nicht ihren Willen bekommt. Auch durch die hochentwickelte harmonische Sprache übertrifft Gounods Oper die meisten zeitgenössischen Werke dieser Gattung.:177f Die Instrumentation handhabt Gounod ebenfalls differenziert. Erwähnenswert ist beispielsweise der Einsatz der Holzbläser zum Text „glou-gloux“ in Sganarelles Trinklied (Nr. 3).

## Werkgeschichte

### Entstehung
Anfang 1857 arbeitete Gounod an seiner Oper Faust, die am Pariser Théâtre-Lyrique aufgeführt werden sollte. Jedoch teilte ihm dessen Leiter Léon Carvalho am 27. Februar mit, dass die Premiere auf unbestimmte Zeit verschoben werden müsse, da das Théâtre de la Porte Saint-Martin eine opulente Produktion von Goethes Faust angekündigt habe. Gounod protestierte mit dem Hinweis, dass sich beide Werke so stark voneinander unterscheiden würden, dass keine Konkurrenz zu fürchten sei. Vermutlich fürchtete Carvalho jedoch weniger den Wettbewerb um das Publikum als einen Vergleich seines noch jungen Hauses mit dem renommierten und großzügig ausgestatteten Boulevardtheater. Möglicherweise wollte er den Eindruck vermeiden, dass er vom Erfolg des anderen Hauses profitieren wollte. Gounods anschließender Versuch, seinen Faust an der Pariser Oper unterzubringen, wurde mit dieser Begründung abgewiesen.:47f
Als Entschädigung für diesen Rückschlag schlug Carvalho vor, stattdessen Molières Komödie Der Arzt wider Willen für die Opernbühne zu bearbeiten. Das Libretto stellten Gounod und seine Librettisten Jules Barbier und Michel Carré innerhalb kurzer Zeit zusammen, indem sie sämtliche Dialoge wörtlich aus der Vorlage übernahmen. Auch die vertonten Teile des Textes orientieren sich eng an Molière. Die Komposition erstellte Gounod innerhalb von ungefähr fünf Monaten. Anfang Oktober 1857, vor Beginn der Probenphase, erlitt er einen schweren Nervenzusammenbruch. Am 19. November schrieb er einem Korrespondenten, dass er die Arbeit erst Anfang Dezember wieder aufnehmen könne.:48f
Weitere Probleme gab es, als die Comédie-Française, die ein rechtlich zugesichertes Monopol für Molières Schauspiel besaß, die Aufführung von Gounods Oper verbieten wollte. Um das Projekt zu retten, wandte sich Gounod an Achille Fould. In einem Brief vom 1. Dezember 1857 erklärte er, dass er lange nach einem künstlerisch anspruchsvollen Thema für seine durch und durch französische Opéra-comique gesucht habe. Es schiene ihm vollkommen natürlich, dafür auf ein Werk von Frankreichs komischem Genius zurückzugreifen. Nachdem sich auch Prinzessin Mathilde, der Gounod das Werk gewidmet hatte, für ihn aussprach, wurde der Bitte schließlich zögernd stattgegeben. Camille Doucet, der Direktor der Theaterverwaltung im Ministerium, meinte, dass es dafür wenige Präzedenzfälle gebe. Da das Théâtre-Lyrique aber keine staatliche Unterstützung erhalte, solle man in diesem Fall großzügig sein.:49

### Uraufführung
Die Uraufführung fand am 15. Januar 1858 am Théâtre-Lyrique unter der Regie von Léon Carvalho und der musikalischen Leitung von Alphonse Deloffre statt. Die Sänger waren Auguste-Alphonse Meillet (Sganarelle), Amélie Faivre (Martine), Lesage (Géronte), Esther Caye (Lucinde), Fromant (Léandre), Louis-Émile Wartel (Valère), Caroline Girard (Jacqueline), Adolphe Girardot (Lucas) und Ernest Leroy (Monsieur Robert). Das als nationaler Schatz angesehene Libretto konnte natürlich nicht beanstandet werden, aber auch Gounods Musik wurde von den Kritikern gut aufgenommen. Man fand, dass er die Gesten des 18. Jahrhunderts (genannt wurden die Namen Jean-Baptiste Lully und André-Ernest-Modeste Grétry) geschickt an eine moderne harmonische Palette angepasst habe. Auch Hector Berlioz äußerte sich lobend. Finanziell war die Produktion allerdings problematisch, und im März gab einen Publikumseinbruch. Dennoch wurde das Werk nicht aufgegeben und erreichte 142 Aufführungen bis zum Jahr 1870.:49f

### Rezeption

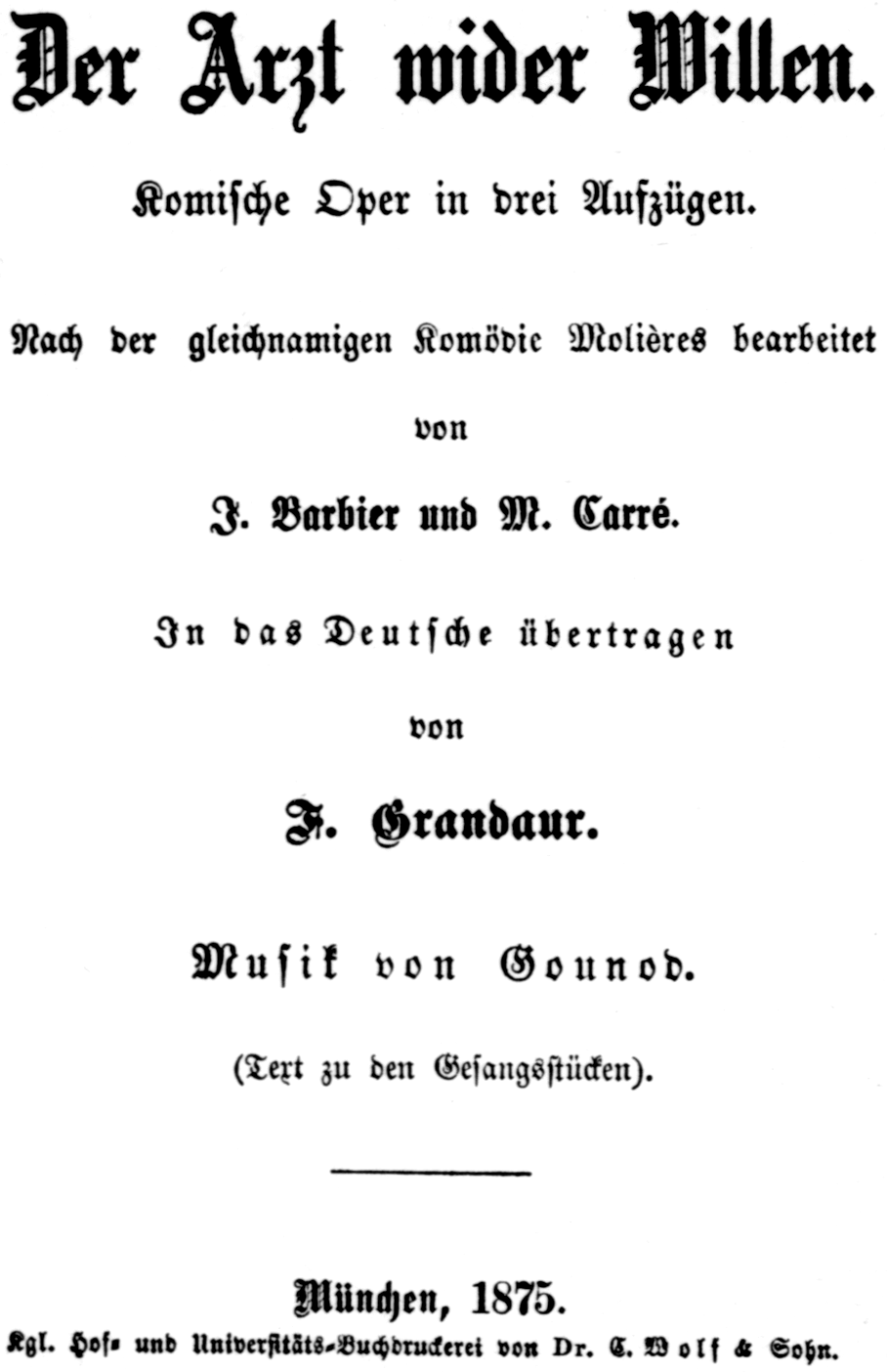
Titelblatt des deutschen Librettos, München 1875

Le médecin malgré lui entwickelte sich zum ersten großen Erfolg Gounods. In Paris wurde die Oper mehrfach neu produziert. Die erste Aufführung an der Opéra-Comique gab es am 22. Mai 1872 (Salle Favart II). Es folgten Wiederaufnahmen am 15. November 1902 (Salle Favart III, Kostüme von Charles Bianchini), am 24. März 1938 (Salle Favart III, Inszenierung: Jean Mercier, Choreografie: Constantin Tcherkas, Ausstattung und Kostüme: Serge Magnin) und am 7. Mai 1966 (Salle Favart III, Inszenierung: Jean-Laurent Cochet, Ausstattung und Kostüme: François Ganeau). Ende 1978 fand dort die hundertste Aufführung statt.
Außerdem gab es viele Aufführungen in anderen Städten, beispielsweise:
- 1859: Brüssel.[6]
- 1862: Warschau – in polnischer Sprache.[6]
- 1862: Hamburg – deutsche Erstaufführung am 22. November; deutsch von Theodor Gassmann.[6]
- 1863: Stockholm – in schwedischer Sprache.[6]
- 1865: Covent Garden London – britische Erstaufführung am 27. Februar.[7]
- 1876: Kopenhagen – in dänischer Sprache.[6]
- 1910: Komische Oper Berlin – Bearbeitung von Emil Nikolaus von Reznicek.[1]
- 1911: Prag – in tschechischer Sprache.[6]
- 1917: New York – US-Premiere am 10. Mai.[7]
- 1924: Monte Carlo – Inszenierung: Sergei Djagilew; mit Rezitativen von Erik Satie anstelle der Dialoge.[1]
- 1928: Krolloper Berlin – Dirigent: Fritz Zweig, Regie: Hanns Schulz-Dornburg, Bühnenbild: Teo Otto.[1]
- 1960: Aix-en-Provence.[6]
- 1965: Wuppertal – Neufassung von Heinrich Hahne und Hans-Klaus Langer.[1]
- 1966: Staatstheater am Gärtnerplatz/Cuvilliés-Theater München – Bearbeitung von Jean-Pierre Ponnelle und Josef Heinzelmann (ohne Chor, mit je drei Nummern aus Gounods La colombe und Philémon et Baucis); Dirigent: Kurt Eichhorn; Sganarelle: Richard Kogel; 140 Aufführungen.[1]
- 1969: Frankfurt an der Oder – Fassung von Ponelle/Heinzelmann.[1]
- 1971: Volksoper Wien – Übernahme der Münchener Produktion von Ponnelle/Heinzelmann.[1]
- 1973: Kaiserslautern – Fassung von Ponelle/Heinzelmann.[1]
- 1974: Nürnberg – Fassung von Ponelle/Heinzelmann.[1]
- 1980: Halle – Fassung von Ponelle/Heinzelmann.[1]
- 1982: Hagen – Fassung von Ponelle/Heinzelmann.[1]
- 2004: Sprague Memorial Hall, New Haven, Connecticut – Produktion der Yale Opera; mit den Rezitativen von Satie.[8]
- 2013/2014: Utopia Opera New York – halbszenische Aufführung.[9]
- 2016: Grand Théâtre de Genève – Dirigent: Sébastien Rouland, Inszenierung:Laurent Pelly.[10]
- 2017: Opéra de Rennes – Dirigent: Gildas Pungier, Inszenierung: Vincent Tavernier.[11]

Auf Anregung von Rolf Liebermann erstellte Jean Louis Martin Barbaz 1978 einen Prolog aus Texten verschiedener unbekannter Werke Molières mit Musik von Lully. Er wurde 1978 an der Opéra-Comique gespielt.

## Aufnahmen
- 25. März 1962 – Nino Sanzogno (Dirigent), Orchester und Chor der RAI Rom.
 Scipio Colombo (Sganarelle), Luisella Ciaffi Ricagno (Martine), Italo Tajo (Géronte), Andrée Aubéry Lucchini (Lucinde), Eric Tappy (Léandre), Paolo Montarsolo (Valère), Miti Truccato Pace (Jacqueline), Antonio Pietrini (Lucas); Roberta Bertea (Erzähler).
 Live, konzertant aus Rom.
 E.J. Smith The Golden Age of Opera EJS 388 (1 LP).[12]:5808
- 1972 – Jean-Claude Hartemann (Dirigent), Orchestre Lyrique de l’ORTF Paris.
 Jean-Christophe Benoît (Sganarelle), Janine Capderou (Martine), Jean-Louis Soumagnas (Géronte), Monique Stiot (Lucinde), Michel Hamel (Léandre), Jean Martin (Valère), Lina Dachary (Jacqueline), Joseph Peyron (Lucas).
 Studioaufnahme; gekürzt.
 Musidisc CD: 202322.[12]:5809
- 14. April 2016 – Sébastien Rouland (Dirigent), Laurent Pelly (Inszenierung), Chantal Thomas (Ausstattung), Joël Adam (Licht), Orchestre de la Suisse Romande, Chor des Grand Théâtre de Genève, Compagnie Laurent Pelly et Jean-Jacques Delmotte.
 Boris Grappe (Sganarelle), Ahlima Mhamdi (Martine), Franck Leguérinel (Géronte), Clémence Tilquin (Lucinde), Stanislas de Barbeyrac (Léandre), Nicolas Carré (Valère), Doris Lamprecht (Jacqueline), José Pazos (Lucas), Romaric Braun (Monsieur Robert).
 Video; live aus dem Grand Théâtre de Genève.
 TV-Übertragung auf France 3; Videostream auf Culturebox.[10]

## Digitalisate
- Le médecin malgré lui: Noten und Audiodateien im International Music Score Library Project
- Manuskript der Partitur, 1858. Digitalisat bei Gallica
- Der Arzt wider Willen. Partitur (deutsch), München 1875. Digitalisat im Internet Archive. Übersetzt und für die deutschen Bühnen bearbeitet von Emil Nikolaus von Reznicek
- Libretto (französisch), Paris 1858. Digitalisat bei Google Books
- Der Arzt wider Willen. Text zu den Gesangsstücken (deutsch), München 1875. Digitalisat der Library of Congress. In das Deutsche übertragen von F. Grandaur
- The Mock Doctor. Klavierauszug (englisch), London. Digitalisat bei Google Books. Englische Fassung von Charles Lamb Kenney